# Atsushi Abe (nadador)
Atsushi Abe –en japonés, 安部 篤史– (30 de agosto de 1982) es un deportista japonés que compite en natación sincronizada. Ganó dos medallas de bronce en el Campeonato Mundial de Natación de 2019, en las pruebas dúo técnico mixto y dúo libre mixto.

## Palmarés internacional
| Campeonato Mundial | Campeonato Mundial      | Campeonato Mundial | Campeonato Mundial |
| Año                | Lugar                   | Medalla            | Prueba             |
| ------------------ | ----------------------- | ------------------ | ------------------ |
| 2019               | Gwangju (Corea del Sur) | Medalla de bronce  | Dúo técnico mixto  |
| 2019               | Gwangju (Corea del Sur) | Medalla de bronce  | Dúo libre mixto    |